# The Whiteouts
The Whiteouts er et tidligere dansk garagerock-band. Gruppen blev dannet i 2003 og nåede at udgive et album, The Whiteouts ligeledes i 2003.
Bandet bestod af P (guitar og vokal), Mads (bas) og Jesper Binzer (trommer). Efter en række mindre koncerter gik bandet i opløsning.

## Diskografi
- The Whiteouts (2003)

## Eksterne henvisnigner
- The Whiteouts på MusicBrainz

| Musikgruppe | Spire Denne artikel om en dansk musikgruppe er en spire som bør udbygges. Du er velkommen til at hjælpe Wikipedia ved at udvide den. |